# Двама души, съзерцаващи Луната
„Двама души, съзерцаващи Луната“ (на немски: Zwei Männer in Betrachtung des Mondes) е една от най-известните картини на Каспар Давид Фридрих. Фридрих рисува няколко версии, както и вариант, в който двете фигури са мъж и жена (1835 г.). Версията от 1819-1820 г. в Галерията на новите майстори в Дрезден се смята за оригинал. Самюъл Бекет казва, че картината го вдъхновява да напише пиесата си „В очакване на Годо“.

## Интерпретации
С леко меланхоличното си настроение картината олицетворява романтичната гледка към природата. Двете фигури, гледани почти изцяло отзад, служат като представители на наблюдателя, който е оставен да размишлява върху това, което вижда, и да му предаде смисъл. В допълнение към романтичната мистика на напрежението между осезаемия свят и безкрайния космос са представени три допълнителни контрастни интерпретации по отношение на религията, политиката и биографията.

### Религия
Германският историк на изкуството Хелмут Бьорш-Супан интерпретира вечнозеления смърч и мъртвия дъб като символи на християнския светоглед и победеното езичество, съответно, пътя като пътека на живота, а настъпващата луна като Христос. Дъбът традиционно представлява историята и преходността, вечнозеленото елхово дърво – постоянно обновяваща сила на природата.